# Amorphophallus muelleri
Amorphophallus muelleri är en kallaväxtart som beskrevs av Carl Ludwig von Blume. Amorphophallus muelleri ingår i släktet Amorphophallus och familjen kallaväxter. Inga underarter finns listade.

## Bildgalleri

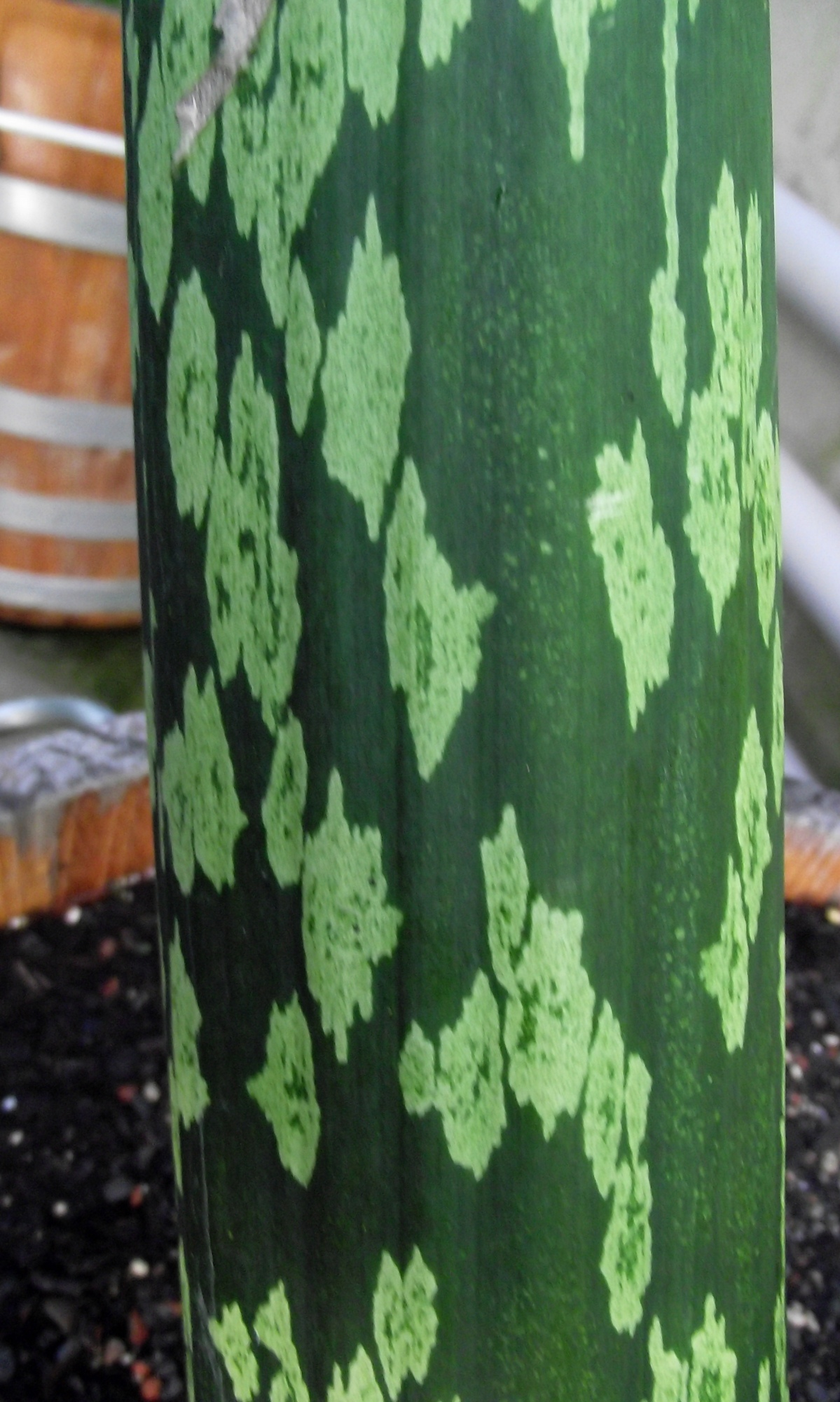
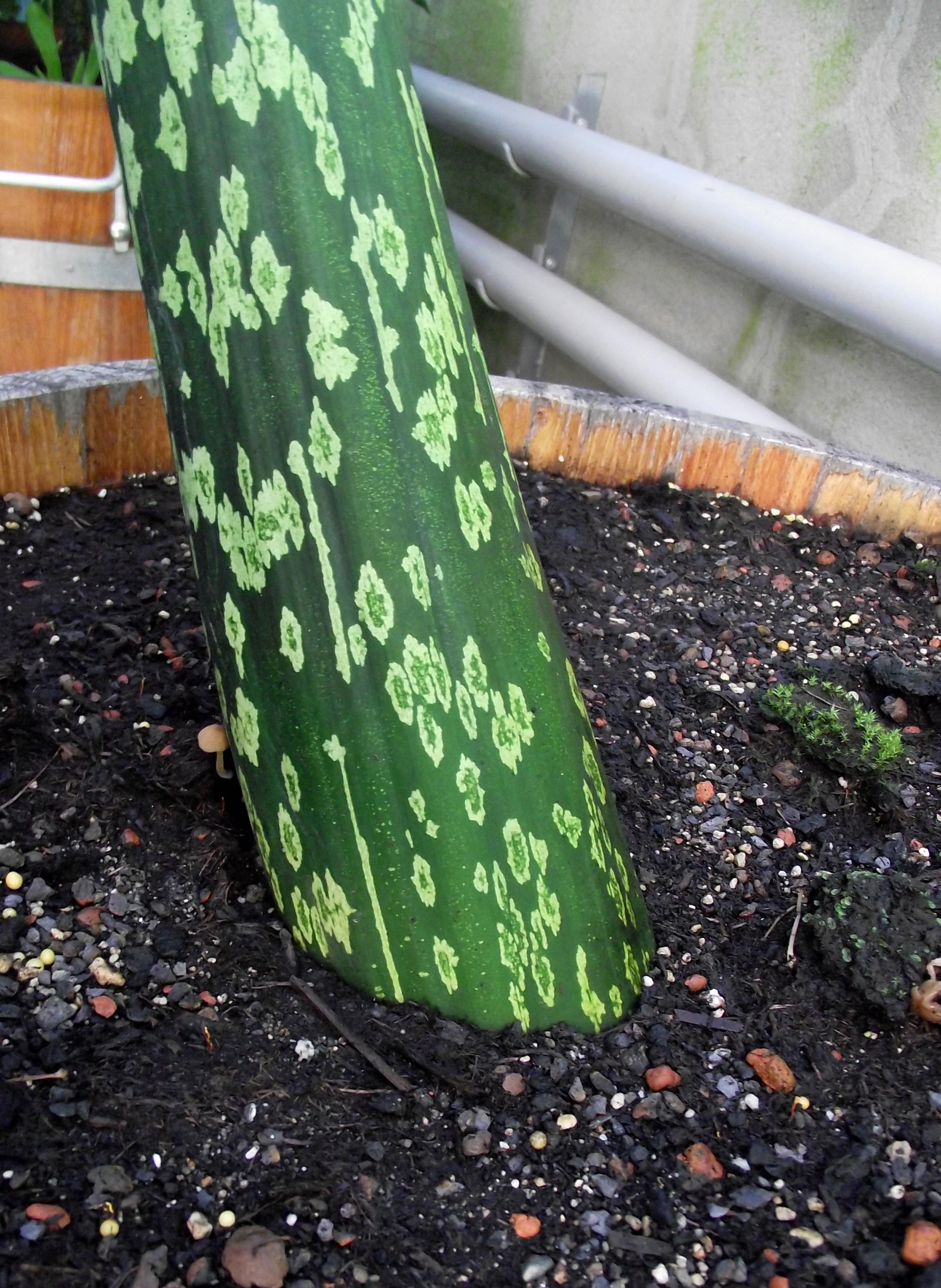
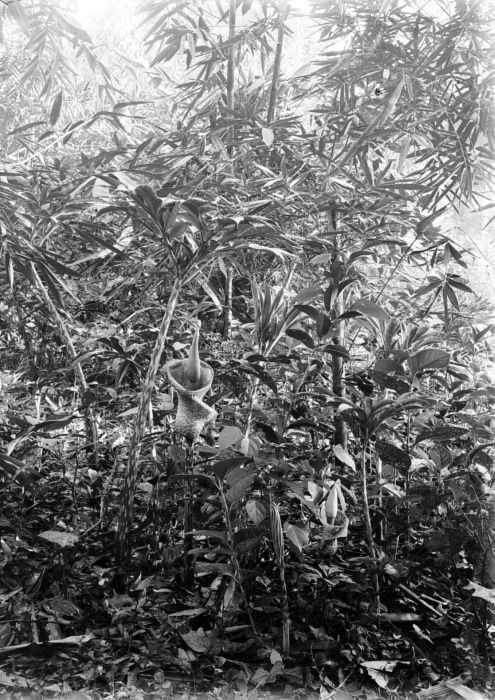